# Dražen Vrdoljak
Dražen Vrdoljak (Split, 1. travnja 1951. – Zagreb, 9. svibnja 2008.), glazbeni kritičar, novinar, radijski i televizijski urednik i utemeljitelj hrvatske diskografske nagrade Porin. Bio je član sekcije glazbenih pisaca pri Hrvatskom društvu skladatelja. Dražen Vrdoljak u svojoj karijeri dugoj četiri desetljeća, dao je neprocjenjiv doprinos hrvatskoj glazbenoj kulturi i umjetnosti.

## Životopis
Dražen Vrdoljak rođen je 1. travnja 1951. godine u Splitu. U rodnom gradu završava gimnaziju i studira ekonomiju. Od 1970. godine bavi se novinarstvom i piše o glazbi za omladinske novine, a kasnije i za dnevni tisak (Slobodna Dalmacija, Vjesnik, Večernji list) i tjedna izdanja (Nedjeljna Dalmacija, Telegram, Oko, VUS, Studio). Također je bio urednik i voditelj na hrvatskom radiju, radio Zagreb i televiziji. U svom medijskom radu Dražen Vrdoljak prati glazbene stilove poput rocka, popa, jazza i zabavne glazbe ali uz to prati i širi spektar suvremene popularne glazbene kulture.
Tijekom 1970-ih godina, Vrdoljak sudjeluje u organizaciji raznih glazbenih manifestacija kao što su Muzički biennale, festival Jazz Fair, YURM, programi Univerzijade ‘87, Eurosong ‘90, Croatian Music Aid, klupskim programima i brojnim koncertima među kojima se nalazi i nastup Rolling Stonese 1998. godine u Zagreb. Njegov rad sastojao se i od prevođenja, pa 1978. godine prevodi Ilustriranu rock enciklopediju, a 1980. prevodi Ilustriranu jazz enciklopediju. Zajedno s Darkom Glavanom piše knjigu o Bijelom dugmetu Ništa mudro, objavljenu 1981.
Od 1977. godine kao glazbeni pisac sudjeluje na desecima albuma i antologija istaknutih hrvatskih glazbenika:
Zagrebački jazz kvartet: 40 godina, Jazz u Hrvatskoj 1960. – 1997., Pjeva Vam Ivo Robić, Zaboravljene zvijezde, Nikica Kalogjera: 50 pjesama, Zdenko Runjić: Moj galebe, 1962. – 2002., Drago Diklić: Sve moje godine, Oliver Dragojević: Sve najbolje, Drago Mlinarec: Krhotine, Boško Petrović: Ethnology, Beat na moru/Rock na moru, i time stvara vrlo zamjetnu zbirku tekstova hrvatske popularne glazbe.

### Porin
Dražen Vrdoljak jedan je od najzaslužnijih ljudi za pokretanje hrvatske diskografske nagrade Porin. Kao tajnik Upravnog odbora (1994. – 1995.), svojom je inicijativom uveliko pomogao da se ostvari ideja o hrvatskoj dodjeli Grammya, koja se kasnije razvila u višegodišnju glavnu diskografsku nagradu.
I sam je dobitnik Porina u četiri kategorije:
- 1995. - Porin za najbolji komentar/bilješku albuma Soul Fingers Live in B. P. Club
- 1995. - Porin za najbolji kompilacijski album (izvan klasične glazbe) Ritam kiše
- 2001. - Porin za produkciju najboljeg albuma zabavne glazbe Tedi Spalato Live in Lisinski
- 2003. - Porin za poseban doprinos hrvatskoj diskografskoj industriji

Vrdoljak je također bio i dugogodišnji član Hrvatske glazbene unije i Hrvatskoga novinarskog društva.

## Bolest
Dražen Vrdoljak umro je 9. svibnja 2008. godine u svojoj 57. godini života. Od 2001. godine, sedam godina bolovao je od ciroze jetre, koja su mu 2006. godine transplantirana. O svojoj bolesti javno nije progovarao, niti je medijima dozvoljavao da ulaze u njegov privatni život.